# 汾城古建筑群
35°49′10″N 111°16′20″E / 35.81944°N 111.27222°E
汾城古建筑群位于中国山西省襄汾县汾城镇城内村，2006年被列为第六批全国重点文物保护单位。汾城镇原为太平县治所，现存四十余座古建筑，由北向南分布有城隍庙、文庙、鼓楼、学前砖塔、县衙大堂、关帝庙、社稷庙、洪济桥、城墙等，时代从金至清末。古建筑群布局完整，至今保留了古代县城所有的功能性建筑，包括县衙，以及祭祀用的城隍庙、社稷庙、关帝庙等，对研究金以来县级城市的建筑、城市规划、政治经济等有重要价值。

## 建筑群
汾城古建筑群包括以下古建筑：汾城城隍庙、汾城明伦堂、汾城文庙、汾城社稷庙、王氏知府院、汾城试院、太平县城墙、县衙大堂、汾城关帝庙、汾城鼓楼、洪济桥、汾城魁星楼、永泰园杂货铺、南关商铺、城内村裁缝铺、王永兴商铺、城内村一号商铺、城内村二号商铺、长春堂药铺、福元通与生化楼、世德堂药铺、永生堂药铺、李氏民居。
汾城鼓楼位于城内南部。
洪济桥始建于金大定二十三年（1183年），东西向，石砌单券单孔，清乾隆年间将桥上廊房木柱改为石柱。
汾城关帝庙建于元大德四年（1300年），大殿面阔五间，进深六椽，歇山顶。
汾城文庙始建于唐，重建于元至元六年（1340年），现存影壁、棂星门、泮池、戟门、大成殿、明伦堂等建筑。
汾城城隍庙始建于明洪武二年（1369年），天启七年（1627年）重建，现存山门、戏台、献殿、大殿、钟鼓楼、配殿及厢房等建筑。
汾城社稷庙始建于明洪武年间，现存献殿、大殿、钟鼓楼。
汾城城墙建于明崇祯四年（1631年），现存西城墙长约1000米。
学前塔建于明清，为八角九级空心砖塔，高21.5米。
县衙大堂重建于清康熙三十五年（1696年）。
另有古商铺三座及古民居两座，均为明清建筑：
- 王氏知府第
- 李氏民居

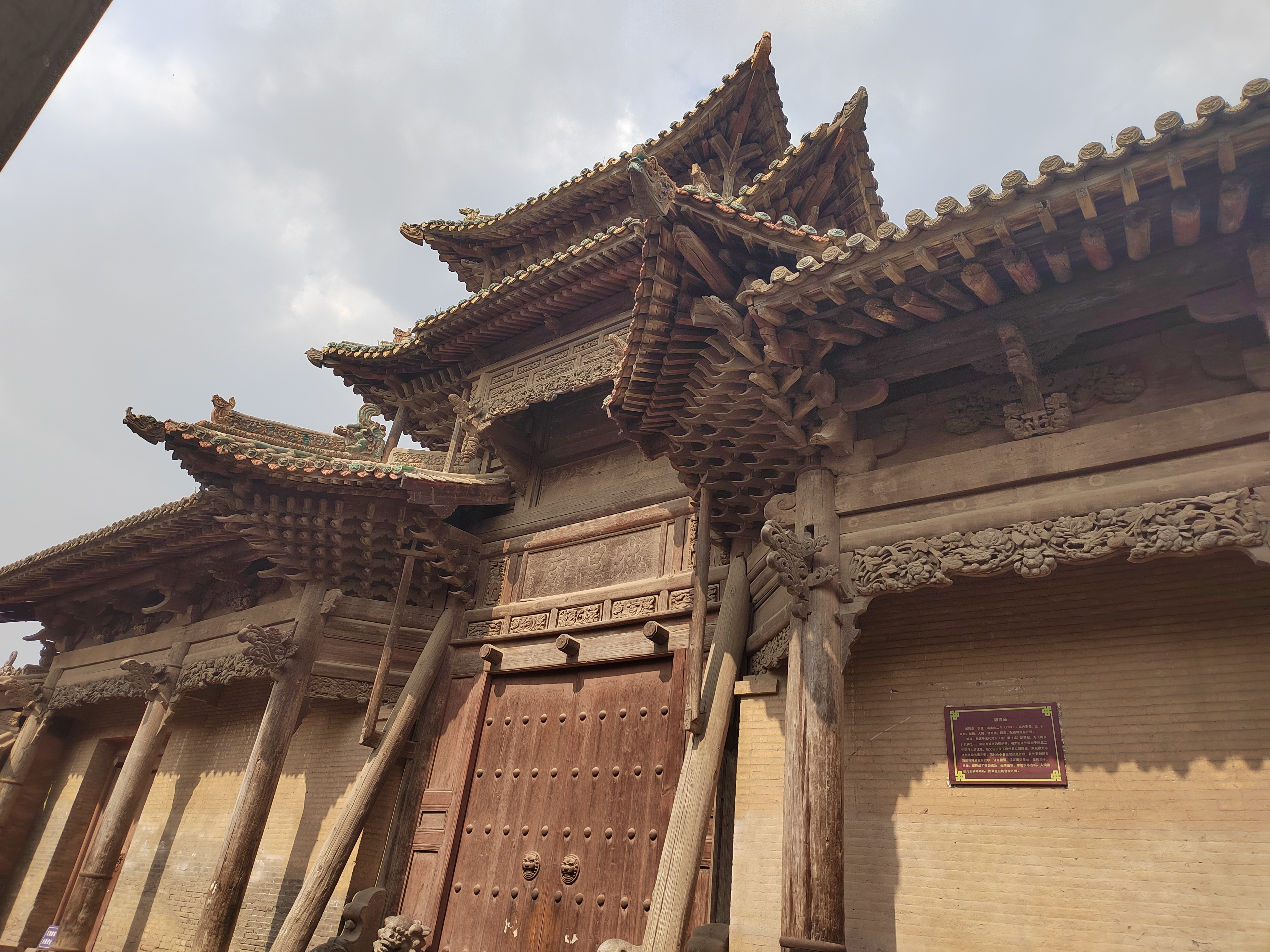
汾城城隍庙山门
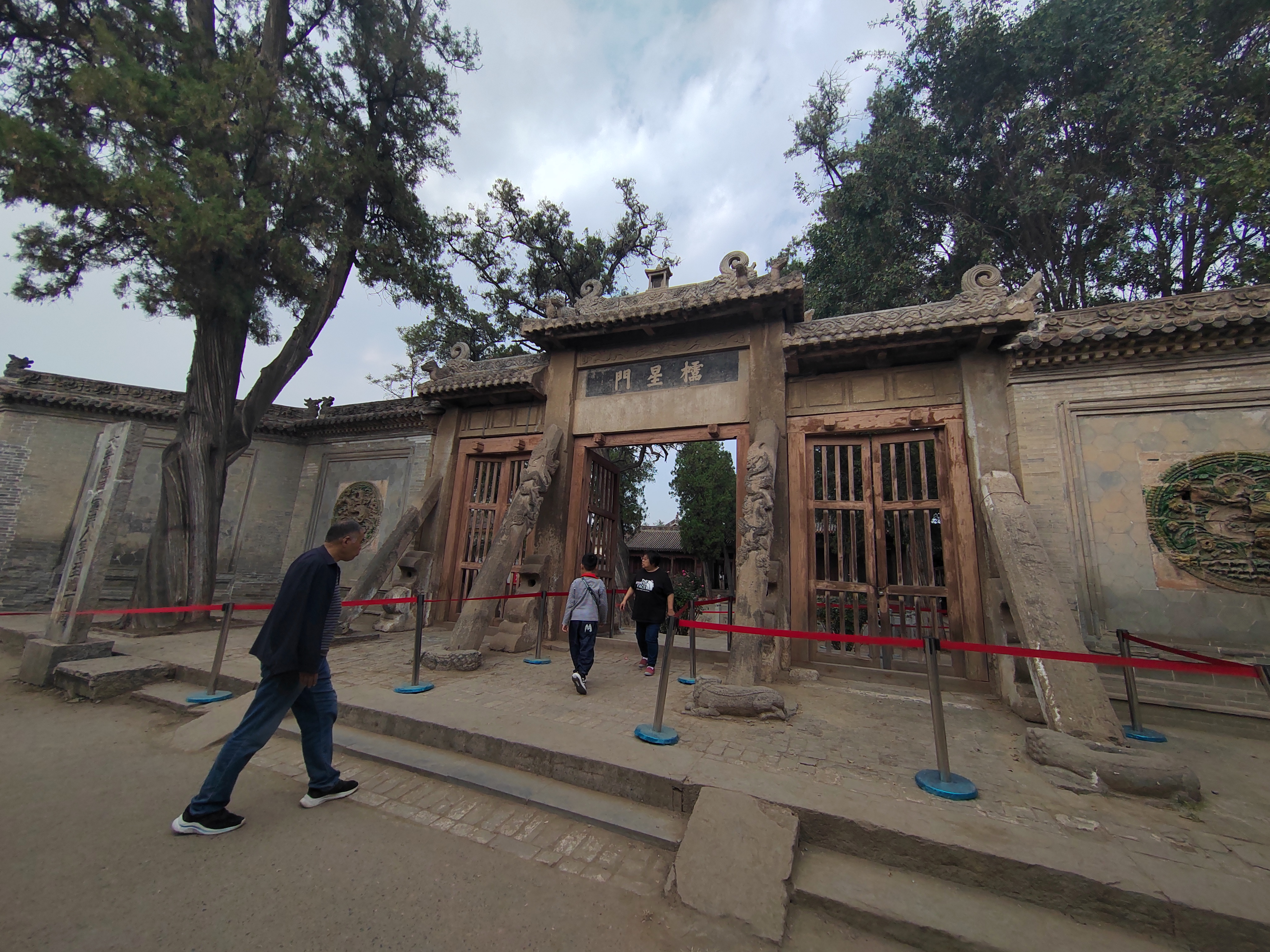
汾城文庙棂星门
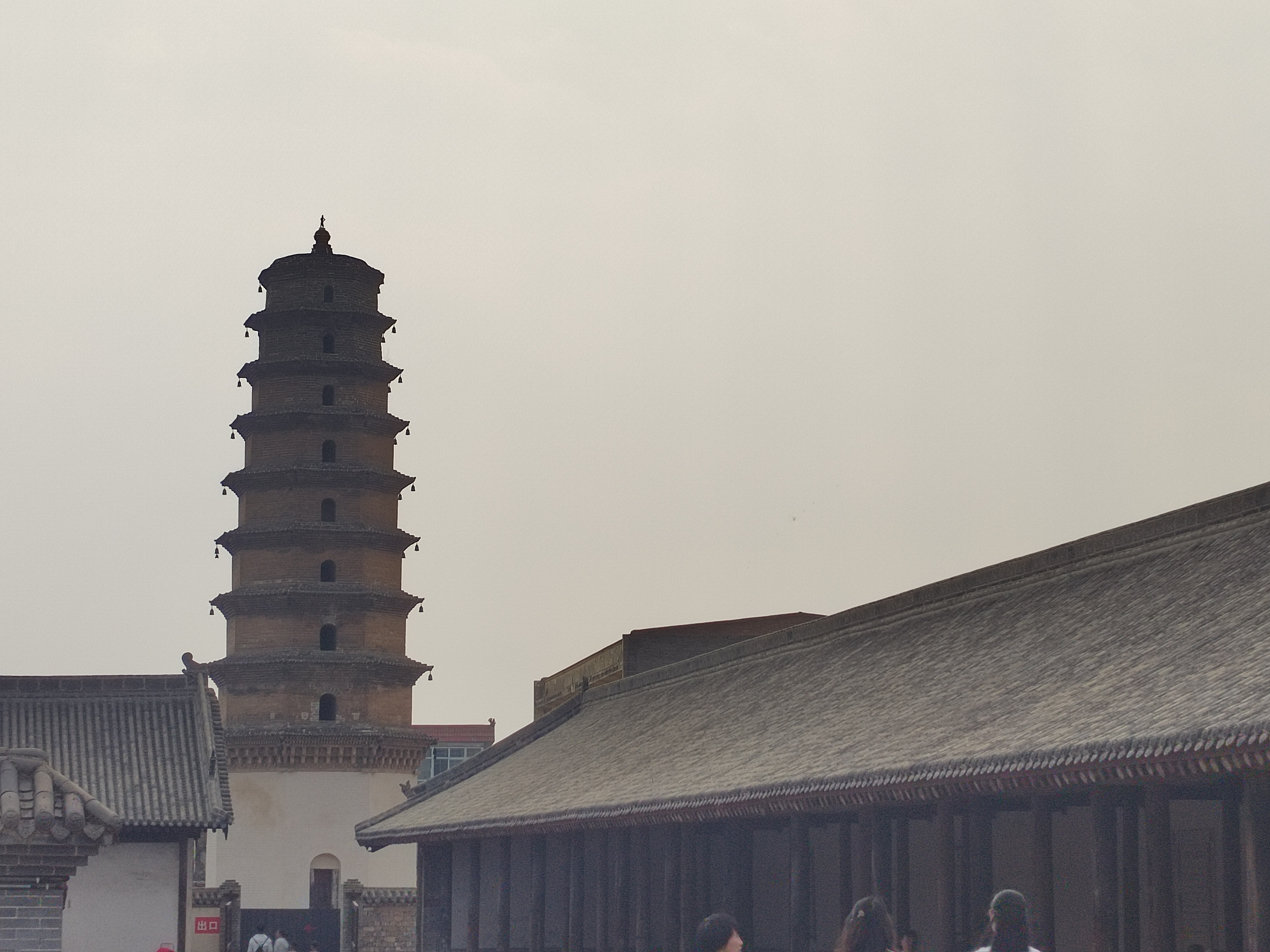
学前塔
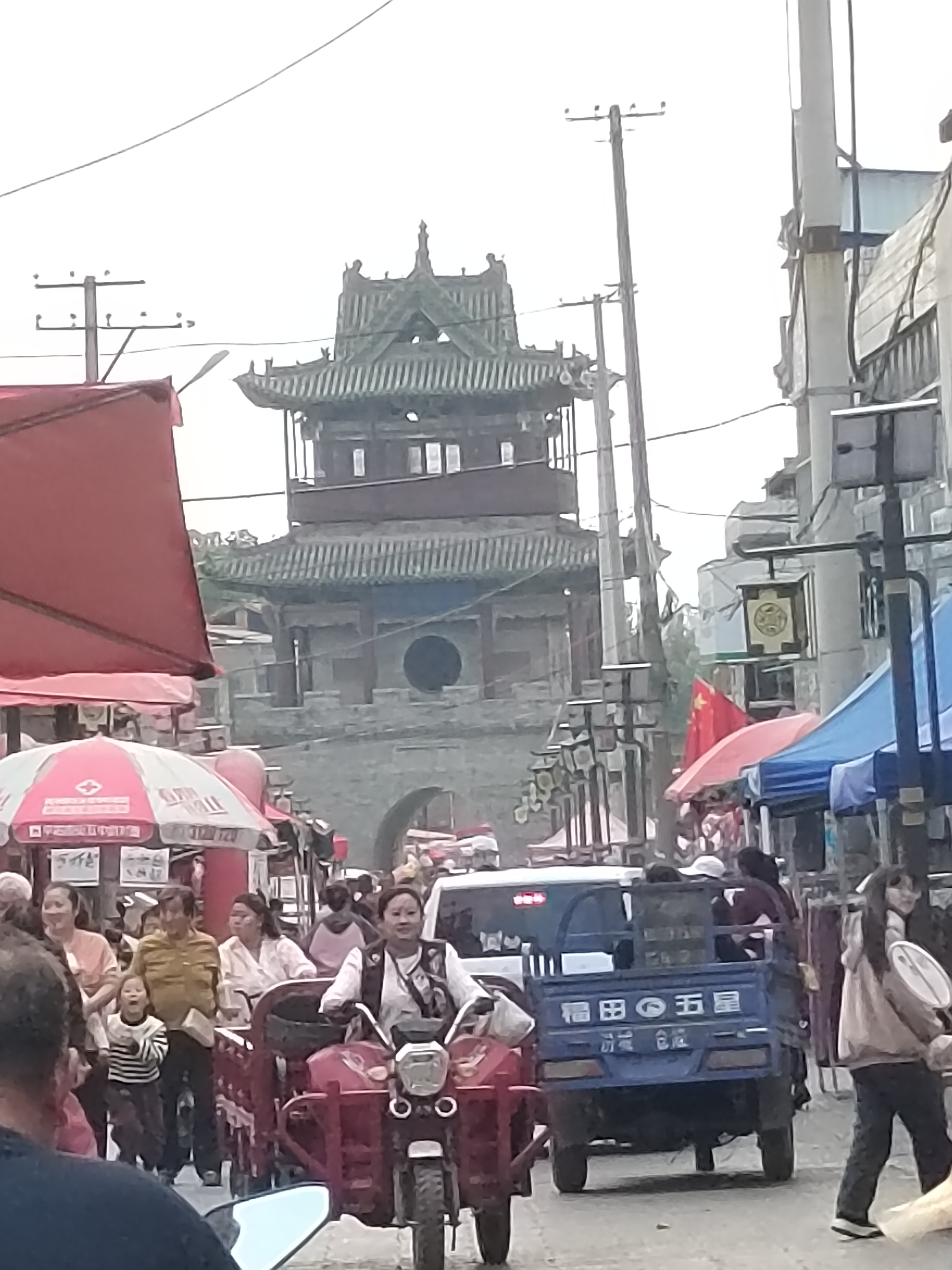
汾城鼓楼

## 保护
2004年6月10日，汾城古建筑群由山西省人民政府公布为第四批山西省文物保护单位，编号4-119-3-74。
2019年9月10日，汾城古建筑群由中华人民共和国国务院公布为第八批全国重点文物保护单位，编号8-0226-3-029。